# Ambrogio Traversari

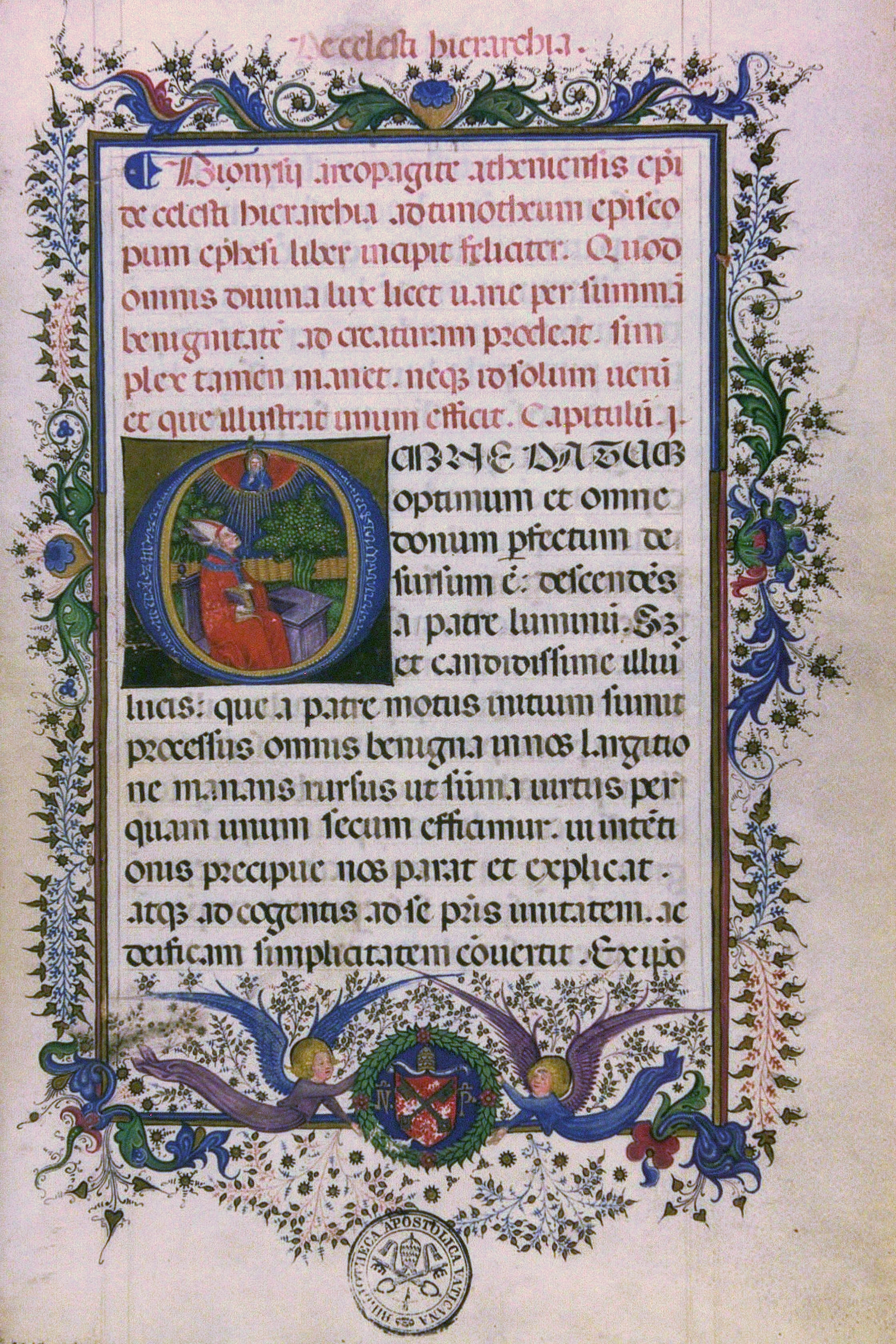
Der Anfang der Schrift De coelesti hierarchia des Pseudo-Dionysius Areopagita in der lateinischen Übersetzung von Ambrogio Traversari. Biblioteca Apostolica Vaticana, Vat. lat. 171, fol. 1r (15. Jahrhundert)

Ambrogio Traversari (auch Ambrosius der Kamaldulenser, lateinisch Ambrosius Traversarius; * 19. September 1386 in Portico di Romagna, Provinz Forlì-Cesena, Italien; † 21. Oktober 1439 in Florenz) war ein toskanischer Humanist und Theologe. Eine wichtige Rolle spielte er als Übersetzer antiker Literatur.

## Leben
Ambrogio trat im Alter von vierzehn Jahren in den Orden der Kamaldulenser ein, in dessen Kloster Santa Maria degli Angeli in Florenz er fortan lebte. In wenigen Jahren wurde er einer der angesehensten Theologen und Gräzisten seiner Zeit. Seine Griechischkenntnisse erwarb er vielleicht bei Manuel Chrysoloras oder Demetrio Scarano, doch gab er sich als Autodidakt aus.
1431 wurde Ambrogio Ordensgeneral und leitete in dieser Eigenschaft die Kongregation für Kirchenrecht an der Kurie in Rom. Am Konzil von Basel nahm er als päpstlicher Legat von Eugen IV. teil. Sein Hauptbemühen galt der Wiedervereinigung der Kirchen in West und Ost. 1437 verlegte aufgrund seiner Empfehlung Papst Eugen IV. die Kirchenversammlung nach Ferrara. Ambrogio erlebte den Ausgang des Konzils nicht mehr; er starb am 20. Oktober 1439. Zusammen mit Kardinal Bessarion verfasste er das Unionsdekret von Ferrara-Florenz des Jahres 1439, mit dem rein formal das seit 1054 bestehende Morgenländische Schisma beendet wurde. Der Hintergrund dieser Einigung waren außenpolitische Entwicklungen: Das Vordringen der Türken machte die Byzantiner, deren Reich vor dem Untergang stand, kompromissbereit.
Aufgrund seiner klassischen und humanistischen Bildung war Ambrogio ein typischer Vertreter einer neuen, den Wissenschaften, der Literatur und den Künsten zugewandten Theologie des 15. Jahrhunderts. Er war eng befreundet mit Cosimo de’ Medici, förderte die Erforschung antiker Altertümer, beschäftigte sich eingehend mit der altkirchlichen Theologie und erschloss den westlichen Theologen Werke bedeutender Autoren der Ostkirche (Johannes Chrysostomos, Basilius der Große, Ephraem der Syrer). Einer Verweltlichung des Klerus trat er unerbittlich gegenüber; frivoles Treiben der Kardinäle auf dem Basler Konzil geißelte er als Sündenbabel.
Er wird in der römisch-katholischen Kirche als Seliger verehrt. Sein Gedenktag ist der 20. November.

## Werk

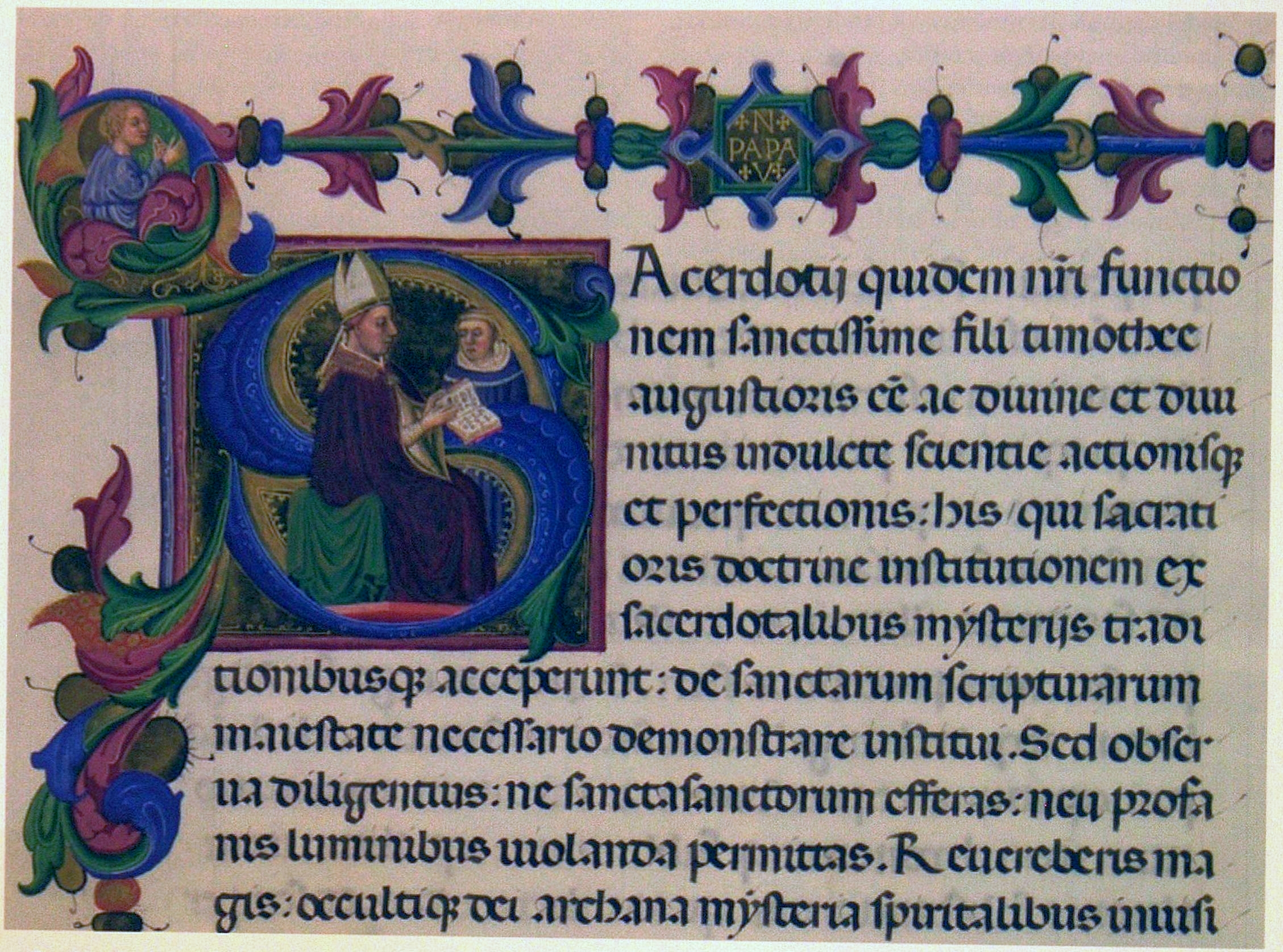
Der Anfang der Schrift De ecclesiastica hierarchia des Pseudo-Dionysius Areopagita in der lateinischen Übersetzung von Ambrogio Traversari. Biblioteca Apostolica Vaticana, Vat. lat. 169, fol. 31r (15. Jahrhundert)

Ambrogios Hauptwerk ist das Hodoeporicon, ein in Prosa verfasster Bericht über eine in päpstlichem Auftrag unternommene Visitationsreise zu Klöstern in Italien. Er übertrug die Vita des Johannes Chrysostomos von Palladius, die neunzehn Predigten Ephraems des Syrers und den Traktat Über die Jungfräulichkeit Basilius’ des Großen ins Italienische. Eine Anzahl seiner Handschriften wird heute in der Bibliothek von San Marco in Venedig verwahrt.
Von 1431 bis 1437 übersetzte er das gesamte Werk des Pseudo-Dionysius Areopagita. Nikolaus von Kues berichtete den Tegernseer Mönchen, diese zuverlässige Übersetzung stehe ihm nun zur Verfügung; es handelt sich um den bis heute im Cusanus-Hospital zu Kues liegenden Codex Cusanus 43. Nikolaus von Kues hatte Ambrogio außerdem 1439 mit der Übersetzung der Theologia Platonica des Proklos beauftragt, die dieser aber bis zu seinem Tode nicht mehr anfertigen konnte; Petrus Balbo von Pisa hat dieses Projekt dann vollendet.
Eine starke Nachwirkung erzielte Ambrogio mit seiner lateinischen Übersetzung der antiken Philosophenbiographien des Diogenes Laertios, die 1433 dem Auftraggeber Cosimo de’ Medici überreicht wurde. Die um 1472 erstmals gedruckte Übersetzung Ambrogios wurde von den humanistischen Gelehrten eifrig verwendet; die Erstausgabe des griechischen Originaltextes erschien erst 1533.